# Anthony Olascuaga
Anthony Olascuaga est un boxeur américain né le 1er janvier 1999 à Los Angeles, Californie.

## Carrière
Passé professionnel en 2020, il remporte le titre vacant de champion du monde des poids mouches WBO  après sa victoire par KO au 3e round contre Riku Kano le 20 juillet 2024. Olascuaga conserve son titre en battant aux points Hiroto Kyoguchi le 13 mars 2025.